# Religión escita

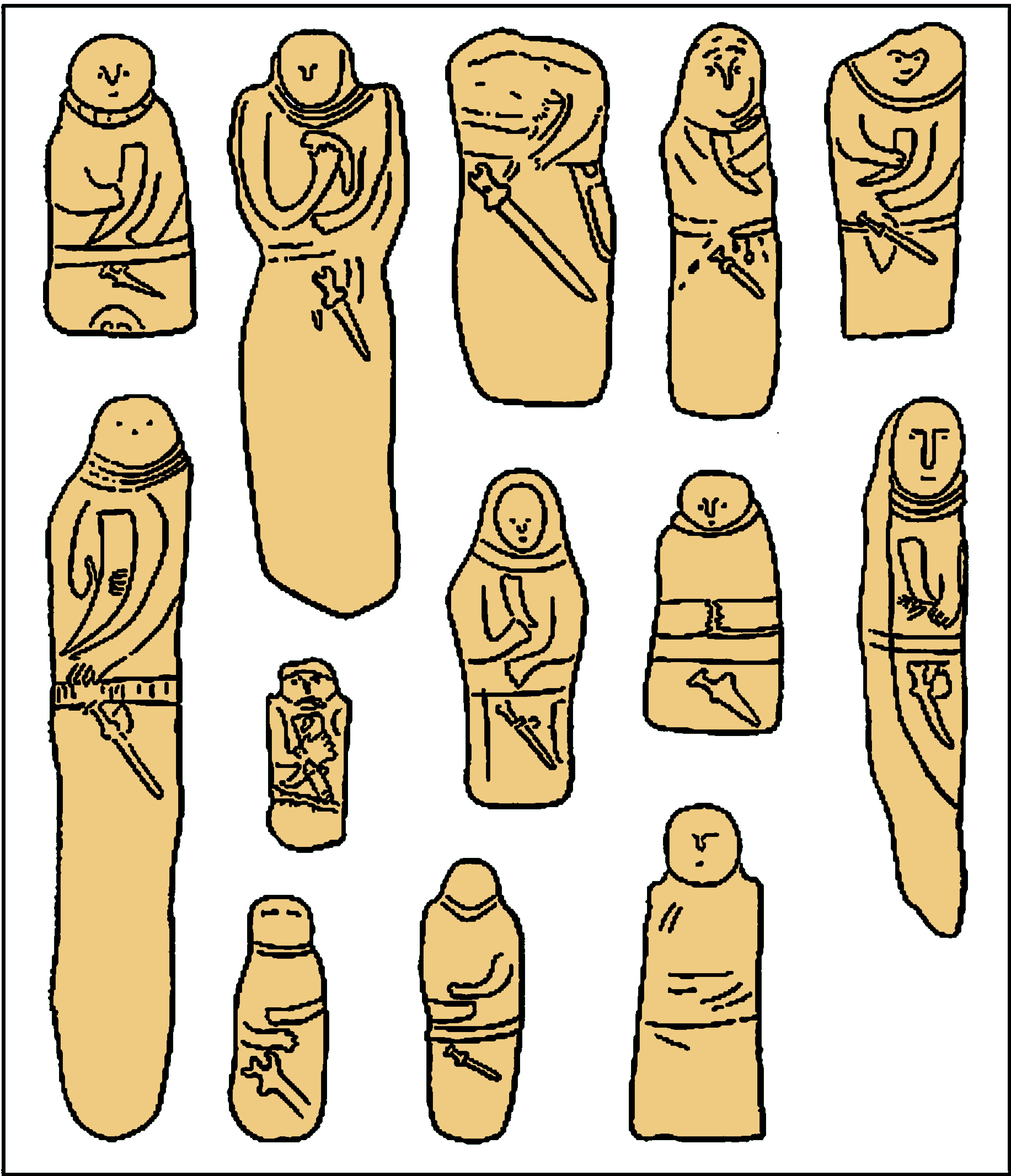
Colección de dibujos de estelas escitas, entre el 600 a. C. hasta el 300 d. C. Muchas de ellos representan guerreros, aparentemente retratos de los difuntos enterrados en los kurgan, sosteniendo un cuerno para beber en su mano derecha.

La religión escita es el conjunto de la mitología, las prácticas rituales y las creencias de los escitas, pueblos antiguos de origen iranio que dominaron las estepas desde el mar Negro al mar Caspio durante la Antigüedad clásica. Lo poco que se conoce de la religión procede de la obra del historiador y etnógrafo griego del siglo V a. C. Heródoto. Se asume que las creencias de los escitas estaban relacionadas con la antigua religión protoindoeuropea, y que posteriormente fue influenciada por los mitos de pueblos protoeslavos y turcos, así como la mitología de los osetios, cuyas tradiciones se creen que proceden de los escitas.

## Contexto arqueológico
El principal contexto arqueológico para determinar las creencias escitas son los yacimientos funerarios en los que se sacrificaban caballos y se enterraban carros desde el Neolítico hasta tiempos históricos. Heródoto describe el sacrificio de caballos en el funeral de un rey escita, y las tumbas de la Edad de Hierro conocidas como kurgan suelen contener restos de caballos, a veces hasta cientos de ejemplares.
Los escitas también reverenciaban al ciervo, que es uno de los principales elementos simbólicos que aparecen en su cultura artística, especialmente en las tumbas. Parece que los escitas creían que los ciervos guiaban a los muertos en el más allá, lo que quizás explica los curiosos cascos astados que se encontraron en los caballos enterrados en el yacimiento de Pazyryk.

## Panteón
Según Heródoto los escitas adoraban un panteón de siete dioses y diosas (heptíada), similares a las divinidades griegas de la antigüedad clásica. Menciona ocho divinidades en particular, siendo la octava adorada por la realeza escita y situando sus equivalencias.
- Tabiti - Hestia
- Papaios - Zeus
- Api - Gaia
- Oitosyros - Apolo
- Argimpasa - Afrodita
- Thagimasidas - Poseidón

A estas divinidades, Heródoto añade Heracles (posiblemente Targitao en escita) y Ares, de las que no menciona sus nombres escitas.

## Sacrificios
Según Heródoto los sacrificios de los escitas eran muy sencillos. Entre los sacrificios se incluían diversas clases de animales, aunque los más frecuentes eran los caballos. Los cerdos nunca se ofrecían en sacrificio, y los escitas eran reacios a criarlos en sus tierras. Heródoto describe los sacrificios escitas de esta forma:

La víctima es atada por la patas, y el sacerdote se sitúa detrás y tirando de una cuerda derriba a la bestia; y mientras la víctima cae, invoca el nombre del dios al que destina el sacrificio y entonces anuda una cuerda alrededor del cuello y estrangula al animal, sin enceder fuego o hacer ninguna ofrenda primero o derramando libaciones sobre ella; cuando ha estrangulado al animal, se lo desuella y se procede a hervirlo.[...] Entonces, cuando la carne está cocida, el sacrificante toma la primera ofrenda de la carne y los órganos vitales y los arroja delante de él.

## La adoración de «Ares»
Aunque aparentemente Tabiti era la divinidad más importante del panteón escita, la adoración del dios al que Heródoto se refiere como «Ares» era única. Afirma que «no es costumbre de los escitas [...] levantar imágenes, altares o templos a ningún dios salvo a Ares, pero a él sí es costumbre hacerlos».
Heródoto cuenta que en cada uno de los cuatro distritos escitas se levantaba una plataforma cuadrada dedicada a Ares en la que se clavaba una espada curva de hierro, y donde se practicaban sacrificios humanos (un prisionero de cada cien) mediante la degollación.
Según Tadeusz Sulimirski la adoración de Ares continuó entre los descendientes de los escitas, los alanos, durante el siglo IV d. C.

## Enarei
Los Enarei eran una casta hereditaria y privilegiada de sacerdotes que jugaban un importante papel político en la sociedad escita, pues se creía que habían recibido el don de la profecía directamente de la diosa Argimpasa. El método que empleaban los Enarei difería de los adivinos escitas tradicionales: mientras los últimos empleaban un puñado de varillas de sauce, los Enarei utilizaban trozos de corteza de tilo para adivinar el futuro. Los Enarei también se vestían con ropas de mujer, una costumbre que Heródoto considera que se reflejaba en el título ena-rei, traduciéndolo como ἀνδρό-γυνοι u «hombre-mujer».